# بایخرا
بایخرا (به اسپانیایی: Vallejera) یک شهرستان در اسپانیا است که در استان بورگس واقع شده‌است.

## خصوصیات
بایخرا ۱۸ کیلومترمربع مساحت و ۵۵ نفر جمعیت دارد.